# Sara Douglass
Pour les articles homonymes, voir Douglass.
Œuvres principales
- La Trilogie d'Axis

Sara Douglass, née Sara Warneke le 2 juin 1957 à Penola en Australie-Méridionale et morte le 26 septembre 2011, est une romancière australienne auteur, entre autres, de La Trilogie d'Axis (The Axis Trilogy) (2005). 

## Biographie
Initialement infirmière, Sara Douglass reprend des études d'histoire et obtient un doctorat. 
Professeur à l'université de Bendigo, en Australie, elle enseignait l'histoire médiévale. 
Elle demeurait à Hobart en Tasmanie.

## Œuvre

### Univers Tencendor

#### SérieLa Trilogie d'Axis
1. Tranchant d'acier ((en) Battleaxe, 1995)Également appelé The Wayfarer Redemption
2. Envoûteur ((en) Enchanter, 1996)
3. L'Homme-Étoile ((en) StarMan, 1996)

#### SérieLa Rédemption du voyageur
1. Le Réprouvé ((en) Sinner, 1997)
2. Le Pèlerin ((en) Pilgrim, 1998)
3. Le Croisé ((en) Crusader, 1999)

La Trilogie d'Axis : aux temps anciens, les humains du royaume d'Achar ont chassé les autres races, les Proscrits (dont les hommes oiseaux et les AVARS, homme de la foret).  Les deux demi-frère Borneheld, l'héritier de la couronne et Axis, le Tranchant d'Acier, commandant des haches de Guerre. Ils se vouent une haine farouche, une rivalité que rien ne peut apaiser, surtout lorsqu'ils découvrent qu'ils aiment la même femme ! C'est alors qu'une prophétie ancestrale fait intervenir Gorgael .....
La Rédemption du voyageur : c'est maintenant à la génération suivante de reprendre le flambeau et ce sont les fils d'Axis et Ashure qui vont se détester Caelum et Drago ! Qui des deux sera Etoile fils ? Qui sauvera les populations de Tencendor ?
Dans cette trilogie nous verrons revenir Axis et Ashure, Etoile Loup qui fait ces manigances dans l'ombre, Faraday, premier amour de l'Homme Etoile et protectrice des forêts qui tombe amoureuse de Drago, et nombre des personnages de la première trilogie.
Aux États-Unis et dans certains pays européens, La Trilogie d'Axis et La Rédemption du voyageur sont parues comme une seule série de six livres appelée The Wayfarer Redemption.

#### SérieDarkglass Mountain
1. (en) The Serpent Bride, 2007
2. (en) Sorrow's Midwife, 2008
3. (en) The Infinity Gate, 2010

#### Romans indépendants
(dans les terres Escator et Ashdod)
- (en) Beyond the Hanging Wall, 1996
- (en) Threshold, 1997

### SérieThe Crucible
1. (en) The Nameless Day, 2000
2. (en) The Wounded Hawk, 2001
3. (en) The Crippled Angel, 2002

### SérieTroy Game
1. (en) Hades' Daughter, 2002
2. (en) Gods' Concubine, 2004
3. (en) Darkwitch Rising, 2005
4. (en) Druid's Sword, 2006

### Nouvelle
- De pouces et de prépuces, 2006 ((en) Of Fingers and Foreskins, 1996)Un récit de chevalerie avec le climat religieux qui entourait, en principe, ces preux. - in volume Fantasy 2006 aux éditions Bragelonne

### Autres œuvres
- (en) Images of the Educational Traveller in Early Modern England, E.J. Brill, 1995
- (en) The Betrayal of Arthur, 1998